# Louis Marchand (pédagogue)
Pour les articles homonymes, voir Louis Marchand et Marchand.
Louis Marchand, né le 6 décembre 1875 et mort le 12 septembre 1948, est un pédagogue français, auteur de méthodes de Français langue étrangère et d'Allemand.

## Biographie
Louis Marchand a enseigné à l'école de préparation des Professeurs de français à la Sorbonne. De 1923 à 1925, il est directeur de l’enseignement du français à l’École des langues vivantes de l’université d’Osaka (Japon) et donne aussi des cours à la Koto Gakko de Kyoto, ce qui lui donne l'occasion de rencontrer Paul Claudel, alors ambassadeur à Tokyo. En 1927-1928, il effectue pour le Ministère des Affaires Etrangères « une mission d’enseignement » aux États-Unis et il enseigne en tant que Professor of French Education au George Peabody College for Teachers de Nashville et au Ward Belmont College de la même ville. De 1932 à 1939, il est directeur de l’Institut franco-japonais du Kansaï, dont il organise le déménagement plus au centre de la ville de Kyoto. 
Il est l'inventeur de la méthode Marchand, qui a reçu la bénédiction enthousiaste de Claudel.
L’Académie française lui décerne le prix Verrière en 1948.

## Œuvres représentatives[2]
- L'Enseignement des langues vivantes par la lecture directe et le phonographe (Paris : Éditions Louis Marchand,1911)
- Die Familie Müller, Geschichte einer deutschen Familie in den ersten Jahren des 20. Jahrhunderts II. Deutsches Lehrbuch. Allemand – Second livre de cours (3e et 4e années). […] (Paris : Larousse, 1925)
- Le Premier Livre de français ou La Famille Dupont(Paris : Éditions Louis Marchand, F.E.L.F. 1920, 13e édition : Paris, Les Éditions Paris-Vendôme 1950)
- Louis Marchand: L'enseignement des langues vivantes par la méthode scientifique (Paris, 1927)
- Initiation à la littérature et à la science françaises (Paris : Les Éditions Paris-Vendôme 1950)
- Principes psychologiques du japonais (Bulletin de la Maison franco-japonaise, No. 4, 1938)